# Cuyahogafloden
Cuyahogafloden   eller Cuyahoga River er et ca. 160 km langt vandløb som løber gennem Cleveland i Ohio, USA, til Lake Erie. Floden  blev kendt i 1960'erne da forureninger som flød på overfladen i flere tilfælde gik i brand. Cuyahogafloden er i dag en af flere "American Heritage Rivers", en gruppe af nationalfloder som overvåges af den amerikanske miljømyndighed United States Environmental Protection Agency.
Nord for byen Akron løber Cuyahoga  gennem Cuyahoga Valley National Park.
41°30′13″N 81°42′44″V / 41.50361°N 81.71222°V